# 密戀七重奏
《密戀七重奏》，為泰國One 31與LINE TV於2017年8月19日起播出的校園愛情劇。由蘇卡達·顧瓏希（Punpun）、瓦拉甘·希瑞嵩（Kang）、得湾·米弘拉（Tay）、抔米提·米弯投瓦兰（Oab）、塔納·羅坤宋巴（Lee）、吉拉迪·塔瓦翁（Mek）、巴特潘·忽栓（Gun）及忖拉透·倥音湧（Captain）主演。
此劇由GMMTV製作，為2017年3月GMMTV的「6 Natures+」新劇宣傳活動上，六套公開劇集的其中之一。其後，此劇於2017年8月在One 31電視台及LINE TV首播，同年12月終映。
此劇播出時，為配合泰皇普密蓬·阿杜德的皇家火葬儀式，於2017年10月暫停播出一個月，至2017年11月4日恢復播出。

## 劇情簡介
此劇講述喜愛幻想的宅女Padlom（Punpun 飾演），為了完成學校社團任務，成立了一個聽老歌的社團，無意間結識了七個性情不同的男生，與他們有著各式各樣有趣的互動。有一天，Padlom突然發現七位「藍顏知己」中，有一個人正暗戀著她，於是好奇的Padlom，決心要找到那隻頑皮的「笑臉熊」。

## 演員陣容
註：括號內的演員姓名為小名。

### 主要人物
- 蘇卡達·顧瓏希（Punpun）飾演 Padlom
- 瓦拉甘·希瑞嵩（Kang）飾演 Pok
- 得湾·米弘拉（Tay）飾演 Alan
- 抔米提·米弯投瓦兰（Oab）飾演 Gent
- 塔納·羅坤宋巴（Lee）飾演 Play
- 吉拉迪·塔瓦翁（Mek）飾演 Id
- 阿塔潘·葐沙瓦（Gun）飾演 Liftoil
- 忖拉透·倥音湧（Captain）飾演 Neo

### 其他人物
- Suttatip Wutchaipradit（Ampere）飾演 Spoil
- Kornkan Sutthikoses（英语：Kornkan Sutthikoses）（Arm）飾演 Gun
- Weerayut Chansook（英语：Weerayut Chansook）（Arm）
- 瑟蘭通·克萊屋棟（Mean）飾演 Grace
- 莎琳芮特·湯馬仕（Jear）飾演 Patcharee

Padlom的母親
- Sumontha Suanpholaat（Jum）飾演 Liftoil的母親

### 特別出演
- Manapat Techakumphu（Bonne）飾演 Jack
- Virithipa Pakdeeprasong（Woonsen）飾演 Aey
- Nitiwadee Tamnyantrong（Tan）飾演 老師

## 外部連結
- GMM25 官方網站（页面存档备份，存于）（泰文）
- MyDramaList 劇集介紹及劇評（页面存档备份，存于）（英文）
- 豆瓣劇集介紹（页面存档备份，存于）（中文）